# Odpustkový list
Odpustkový list (lat. littera indulgentia) byla listina, která svému příjemci potvrzovala odpustek. Tento typ listin se objevil v pozdním středověku a po vynálezu knihtisku listy sloužily jako předvyplněné formuláře, do kterých se ručně doplňovalo jméno dárce a datace. Mohlo se jednat o příspěvek na farnost, na křížovou výpravu nebo na výstavbu kostela. V roce 2005 zakoupila česká Národní knihovna Gutenbergův odpustkový list z roku 1454.

## Užívání
Odpustkové listy byly zpočátku psány rukou. Od poloviny 15. století patří formálně mezi jednolistové tisky, neboť vznikaly jako prvotisky formou dřevořezu nebo mědirytu zpočátku i s křesťanskými vyobrazeními a doprovodnými modlitbami, do kterých se jen doplňovaly údaje o dárci.
Odpustkové listy vydávali papežovým jménem pověření biskupové nebo kardinálové a církev kupujícím zajišťovala buď úlevu časných trestů za hřích nebo úplné odpuštění. Zvláštní postavení měly odpustkové buly vydávané samotným papežem, které zveřejňovaly vykonání určitých modliteb (např. růženec) nebo bohulibých činů (např. dar na stavbu kostela). Za to dostávali dárci také odpustkové listy. Při rozšiřování odpustkových listů hrál významnou roli dominikánský mnich Johann Tetzel, jehož je známý výrok Když cinkne peníz o dno truhlice, vyletí duše z očistce.
Pro Martina Luthera bylo obchodování s odpustky jedním z hlavních bodů jeho kritiky katolické církve, které představil ve svých 95 tezích, stejně jako praxe, kdy se pomocí odpustkových listů financovaly církevní stavby jako baziliky svatého Petra v Římě (50. a 51. teze).
Dne 8. února 1567 zrušil papež Pius V. ve své bule Etsi Dominici všechny typy milodarových odpustků a ve své bule z 2. ledna 1570 Quam plenum pohrozil exkomunikací každému, kdo by chtěl s odpustky obchodovat. Tento trest byl zahrnut v roce 1917 rovněž do Kodexu kanonického práva (kánon 2327).